# Mary Paley Marshall
Pour les articles homonymes, voir Paley (homonymie).
Mary Paley Marshall est une économiste britannique née en 1850 et morte en 1944.
Elle est la première femme à avoir enseigné l'économie dans une université britannique et elle est l'autrice avec Alfred Marshall  de l'ouvrage The Economics of Industry.

## Biographie
Mary Paley est l'arrière petite fille du philosophe William Paley, auteur de Natural Theology.
En 1871, elle poursuit ses études au Newnham College de l'université de Cambridge. En 1875, elle devient la première femme à enseigner l'économie à Cambridge.
Elle épouse Alfred Marshall en 1876 et ils rejoignent l'université de Bristol. Ils écrivent ensemble  The Economics of Industry (1879) puis reviennent à Cambridge en 1884.
En 1890, Alfred Marshall publie The Principle of Economy et demande à l' éditeur de ne plus imprimer le livre précédent.
Alors qu'il avait été très favorable à l'ouverture de l'université aux femmes, Alfred Marshall change de position et écrit des pamphlets contre la présence des femmes à l'université.
À la mort d'Alfred Marshall en 1924, elle fonde la bibliothèque d'économie Marshall (en) à l'université de Cambridge et devient bibliothécaire.

## Publications
- The Economics of Industry, 1879, avec Alfred Marshall